# صيد البيسون

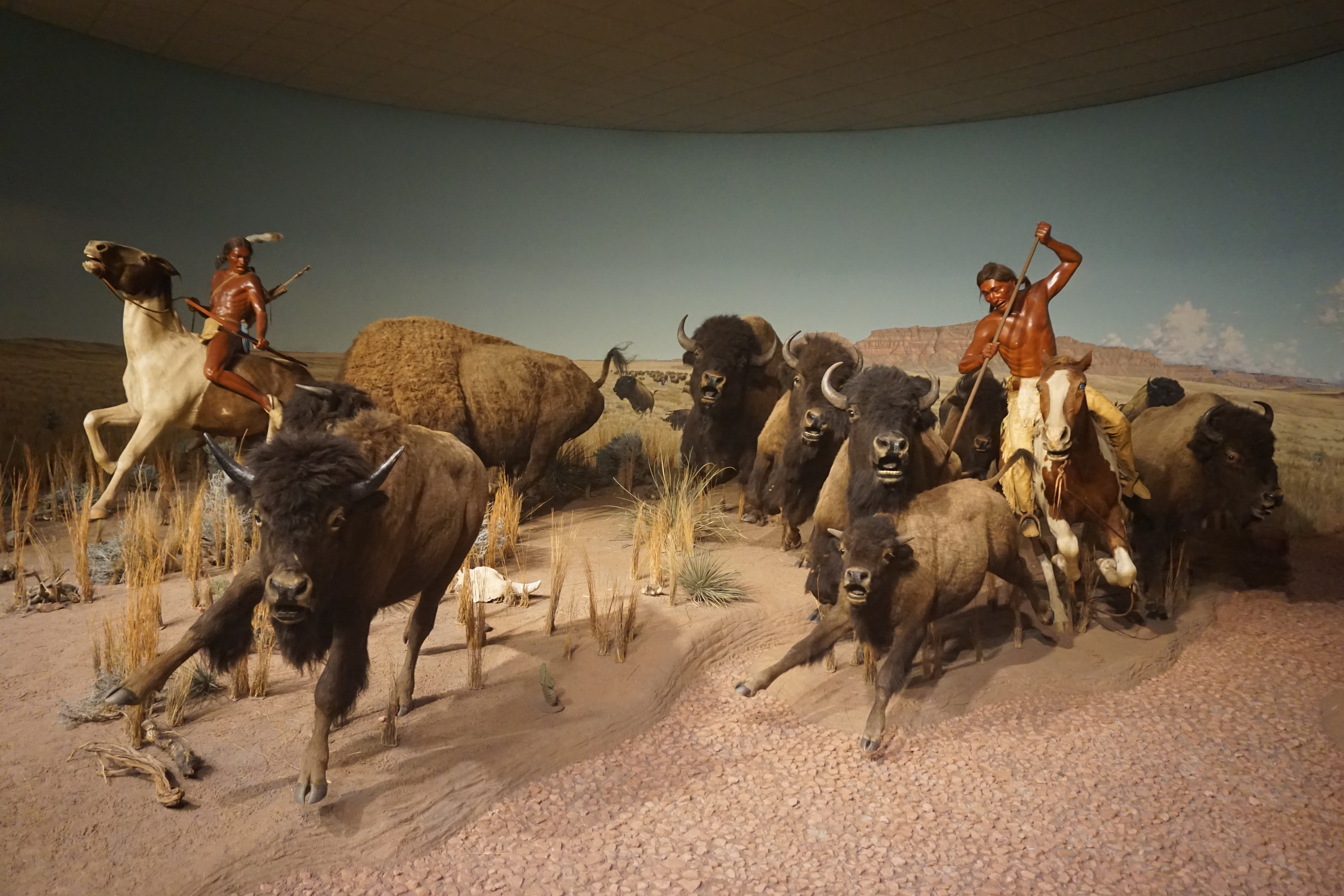
ديوراما لصيد الجاموس الهندي في متحف ميلووكي العام

كان صيد البيسون (الجاموس الأمريكي) نشاط إقتصادي رئيس لمجتمع الهنود الحمر في السهول الداخلية من قارة أميركا الشمالية، وذلك قبل شبه انقراض الحيوان في أواخر القرن التاسع عشر بعد توسع الولايات المتحدة في الغرب. كان صيد البيسون ممارسة روحية مهمة ومصدرًا لأدوات هذه القبائل، خاصةً بعد إدخال الخيول القادمة من أوروبا، الذي أتاح لهم تقنيات صيد جديدة في الفترة بين القرنين (16-19). وكان الانخفاض الحاد في أعداد هذا النوع بسبب فقدان المواطن الطبيعية للبيسون بسبب توسع تربية الماشية والزراعة في غرب أمريكا الشمالية، بالإضافة للصيد لأهداف صناعية، والذي يمارسه الصيادون المستوطنون، مما زاد من الضغط الناجم عن الصيد الأصلي، وهذا النوع من الصيد جاء بسبب طلب المستوطنين لجلود البيسون ولحومها. كما ساعدت الضروف السياسية بانخفاض أعداد البيسون، من خلال تعمد حكومات المستوطنين تدمير مصدر الغذاء للشعوب الأصلية خلال أوقات الصراع بينهم.

## التاريخ

سلسلة من صور إدوارد مويبريدج، ربطت معًا لتبيان حركة الحيوان.

يُلاحظ أن صيد البيسون كان قد بدأ في أوراسيا منذ زمن بعيد، قبل قدوم البشر إلى القارتين الأمريكيتين، وقد مارسه الإنسان البدائي، مثل النياندرتال. أما في أمريكا الشمالية، فقد بدأ صيد البيسون بعد فترة قصيرة من وصول أولى مجموعات البشر إليها. وقد عُثر في موقع جيك بلاف شمال أوكلاهوما على رؤوس حراب الهنود الحمر مع العديد من عظام حيوانات البيسون القديمة المنقرضة (Bison antiquus)، والتي تشير إلى وجود قطيع مكون من 22 فردًا على الأقل، يعود تاريخه إلى حوالي 12,838 سنة مضت قبل الحاضر (10,888 قبل الميلاد). كان الموقع عبارة عن مجرى مائي جاف شديد الانحدار ومليء بالرواسب، وكأنه مسلكًا مسدودًا، مما يوحي بأن صيادي الكلوفيس حاصروا قطيع البيسون في هذا المجرى قبل صيده، وهو ما يُظهر ارتباط أساليب صيد البيسون مع تقاليد فولسوم في الصيد والتي جائت لاحقًا.

### صيد البيسون في سهول الأمريكيين الأصليين

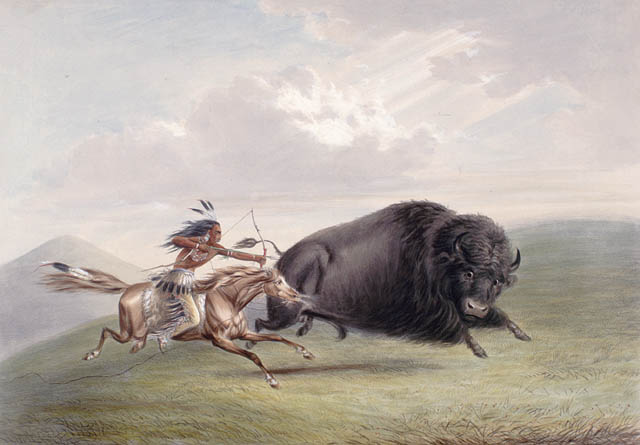
لوحة صيد البيسون للفنان جورج كاتلين

#### البيئة والانتشار والعلاقات مع البشر
يتفرع البيسون الأمريكي الحديث إلى فرعين رئيسيين: بيسون الغابات المُقيم في غابات كندا الشمالية، وبيسون السهول الذي يتواجد في المراعي الشاسعة الممتدة من كندا وحتى المكسيك. سيطر نوع البيسون السهلي على سهوب البراري في أمريكا الشمالية، حيث كان هذا الحيوان من الأنواع الرئيسية في هذا النظام البيئي، إذ شكّل رعيه ودوساته على الأرض بيئة السهول الكبرى كما فعلت الحرائق الدورية، وكان وجوده ضرورياً لبقاء العديد من الشعوب الأصلية هناك. وبالنسبة لسكان القرى التي كانت تزرع الذرة، كان البيسون مصدرًا غذائيًا ثانيًا ثمينًا. ومع ذلك، ثمة جدل الآن حول العلاقات فيما بينهم. في كتابه عام 1491 بعنوان "1491: اكتشافات جديدة عن الأميركتين قبل كولومبوس"، صفحات 367 وما يليها، ذكر تشارلز س. مان أن «رحلة إرناندو دي سوتو استغرقت أربع سنوات في جنوب شرق الولايات المتحدة في أوائل القرن السادس عشر، وقد شاهد أعدادًا كبيرة من الناس، لكنه لم يرى أيّ بيسون على ما يبدو». بناءً على هذه النظرة، تُمثل تلك الأعداد الهائلة من قطعان البيسون التي كانت تمتد إلى الأفق علامة على اختلال التوازن البيئي، وهو ما لم يكن ليحدث إلا بفضل سنوات طويلة من الأمطار الغزيرة. ويدعم ذلك غياب أسماء أماكن مرتبطة بالجاموس في تسميات السكان الأصليين في الجنوب الشرقي خلال تلك الفترة (1550-1600). حيثُ كان البيسون هو النوع الأكثر عددًا من الثدييات البرية الكبيرة على الأرض.

#### الطقوس الدينية
يُعتبر الدين عنصرًا أساسيًا في صيد البايسون لدى الأمريكيين الأصليين. فبشكل عام، تعتقد قبائل السهول أن الصيد الناجح يتطلب طقوسًا خاصة. فمثلاً، كان على قبيلة أومها الاقتراب من القطيع بخطواتٍ متأنية، متوقفين في كل مرة ليُصلّي الزعماء وقائد الصيد، ويدخنون، سائلين الله النجاح. أما قبيلة باوني، فكانت تُجري مراسم التطهير الكبرى قبل كل موسم صيد صيفي لتجنب إخافة البايسون.
بالنسبة لقبائل السهول، يُعدّ الجاموس من أقدس الحيوانات، ويشعرون بواجب معاملته باحترام. عندما يوشكون على اصطياد جاموس، يُصلّون عليه. ويُمكن أن يُعزى فشل الصيد إلى سوء أداء الطقوس.

#### طرق الصيد

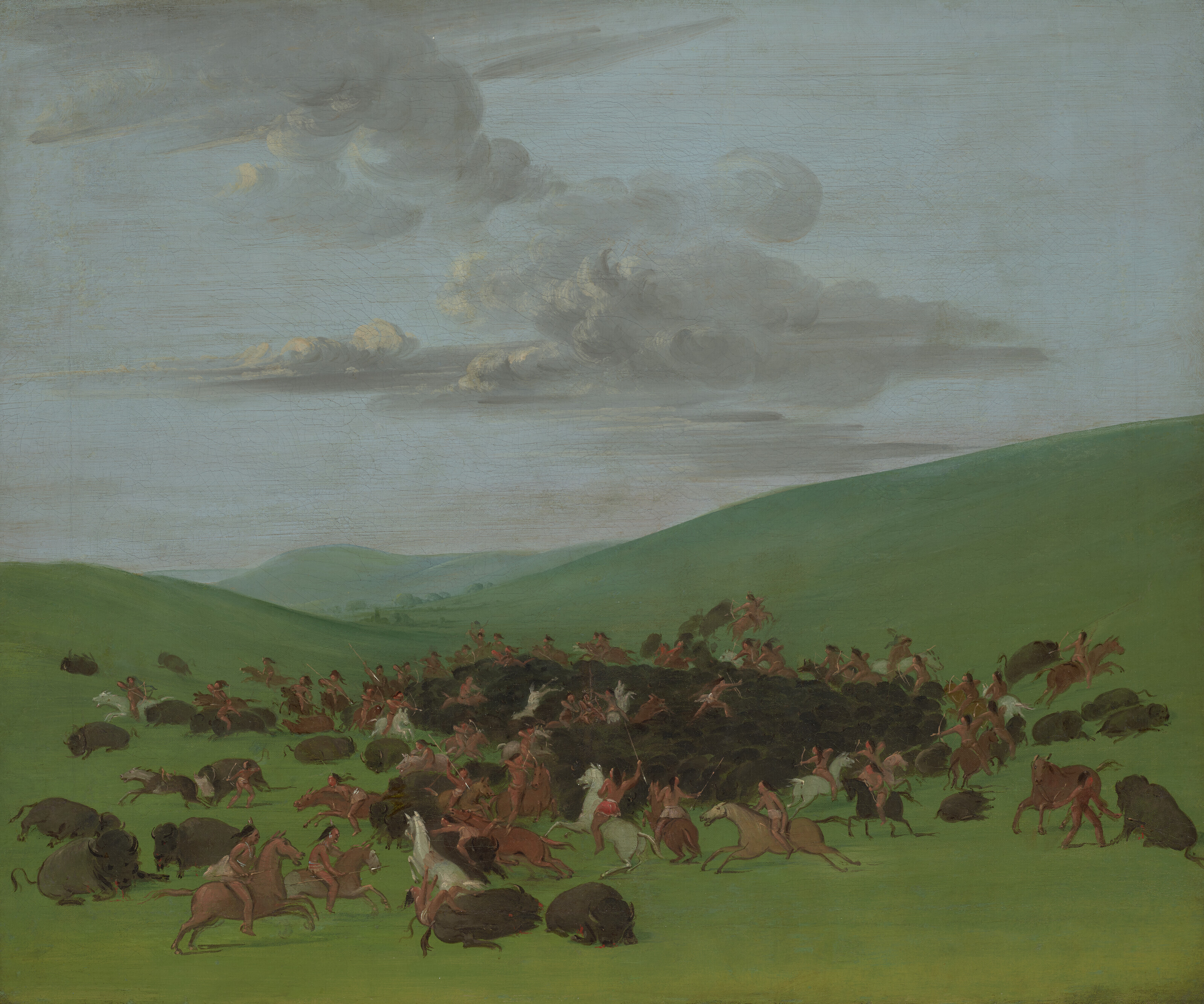
لوحة هيداتسا يصطادون البيسون للفنان جورج كاتلين، حوالي عام 1832

قبل إدخال الخيول إلى أميركا الشمالية، كان البيسون يُجمع في ممرات كبيرة مصنوعة من الصخور وأغصان الصفصاف (لقتياد البيسون)، ويُحاصر في حظيرة تُسمى حظيرة الجاموس، ثم يُذبح أو يُدفع فوق المنحدرات، فيما يُسمى قفزات البوفالو. وتوجد مواقع أثرية لحظائر الجاموس وقفزاته في عدة أماكن بالولايات المتحدة وكندا.